# Shekulli
Shekulli (Століття) — щодення албанська газета, заснована у 1997 році. Вона належить медіа-групи Sh.A. Spekter, яка також публікує щотижневий журнал Spekter та спортивну газету Sporti Shqiptar. Її штаб-квартира знаходиться у Тирані, Албанія.
Газета є незалежною і лівоцентристською, наприклад, звинувачувала прем'єр-міністра Салі Берішу у використанні спецслужб проти ЗМІ. У 2000-х виступала на користь війни в Іраку.